# MyGov.be
MyGov.be is een app van de Belgische overheid, die het omschrijft als "digitale portefeuille voor alle overheidsinformatie van de burger". Op termijn moet de app geldig zijn als digitaal alternatief voor een fysieke identiteitskaart of rijbewijs
Er bestaan versies voor Android en voor iOS (Apple)

## Documenten
Een burger kan in de app digitale versies opladen en bewaren (voor later offline gebruik) van volgende documenten:
- identiteitskaart
- rijbewijs
- vaccinatiebewijzen
- Europese ziekteverzekeringskaart
- huwelijksakte